# Никодим Боков (єпископ)
Никоди́м Бо́ков (в миру Микола Боков, 17 січня 1850 село Куплі, Шацький повіт, Тамбовська губернія - 13 березня 1914, Астрахань) — єпископ Російської православної церкви, єпископ Астраханський і Єнотаєвський. Богослов.

## Біографія
Народився 17 січня 1850 року в родині священика Тамбовської єпархії.
Закінчив Тамбовську духовну семінарію в 1872 році, призначений псаломщиком і вчителем школи в с. Копила.
8 листопада 1873 висвячений у сан священика церкви села Кулаєво Казанської єпархії, потім служив у Казанському кафедральному соборі і був головою управління єпархіального свічкового заводу.
У 1887 році овдовів і вступив до Казанської духовної академії, яку закінчив в 1891 році зі ступенем кандидата богослів'я.
15 серпня 1891 року призначений інспектором Тульської духовної семінарії, а 6 жовтня - пострижений у чернецтво.
28 лютого 1893 возведений у сан архімандрита і 1 березня призначений ректором Симбірської духовної семінарії.
25 липня 1895 хіротонізований на єпископа Сарапульського, вікарія Вятської єпархії. Хіротонія відбулася в Свято-Троїцькому соборі Олександро-Невської лаври. Чин хіротонії здійснювали: митрополит Санкт-Петербурзький Паладій Раєв, архієпископ Фінляндський Антоній Вадковський, архієпископ Херсонський Юстин Охотін, єпископ Нарвський Никандр Молчанов і єпископ Гдовський Назарій Кирилов.
З 17 грудня 1900 року - єпископ Приамурський і Благовіщенський.
З 3 листопада 1906 року - єпископ Рязанський і Зарайський.
З 25 липня 1911 року - єпископ Полоцький і Вітебський.
З 8 березня 1913 року - єпископ Астраханський і Єнотаєвський.
Багато дбав про духовно-навчальні заклади. На вихованців семінарії, які закінчили курс, завжди дивився як на перших кандидатів в священство, надаючи їм відразу після закінчення курсу священицькі місця. У всіх закладах він поліпшив утримання учнів їжею, і за браком в єпархії коштів на перебудову чоловічого духовного училища обіцяв дати їм тимчасово з сум архієрейського будинку, тим самим прискорив довготривалу справу перебудови училища.
Дбав єпископ Никодим і про поліпшення місіонерської справи в єпархії, залучаючи до участі в ній не тільки місіонерів, а й все духовенство. З благословення владики 2 лютого 1914 року в Єпархіальної бібліотеці відбувся публічний диспут з баптистами з питання про хрещення немовлят. Подія залучила масу учасників. Зал бібліотеки не міг помістити всіх бажаючих, поліція ледве стримувала натовп біля входу, який напирав, вибивши під своїм натиском скло вхідних дверей. Після довгих суперечок баптисти, не витримавши, з шумом покинули зал Єпархіальної бібліотеки. Було це вже о першій годині ночі.
Помер 13 березня 1914 року. 15 березня в Троїцькому соборі відбулося відспівування покійного. Труну з тілом владики перенесли в нижній Володимирський храм кафедрального собору, де вже була приготовлена могила. Єпископ Никодим став останнім з астраханських архієреїв, які знайшли притулок в усипальниці Успенського собору.

## Праці
- Історія нашого спасіння в Ісусі Христі. (Брошура). «Сам. єп. вед.» 1910 № 17, с. 347.
- Слово в п'яту неділю після Пасхи про дружину самарянина. «Видатні казанські єпископи». 1887 № 9, с. 212-221.